# Acquaviva Collecroce
Acquaviva Collecroce – miejscowość i gmina we Włoszech, w regionie Molise, w prowincji Campobasso.
Według danych na rok 2004 gminę zamieszkiwało 800 osób, 28,6 os./km².